# No Way Out (2005)
No Way Out (2005) — это PPV-шоу по рестлингу, проводимое проводимое World Wrestling Entertainment (WWE), брендом SmackDown!. Состоялось 20 февраля 2005 года в Питтсбурге, Пенсильвания, США на «Меллон-арена».

## Результаты
| №                             | Матч                                                                           | Тип матча                                                                    | Время |
| ----------------------------- | ------------------------------------------------------------------------------ | ---------------------------------------------------------------------------- | ----- |
| 1H                            | Чарли Хаас и Хардкор Холли победили Кэндзо Судзуки и Рене Дюпри (с Хироко)     | Командный матч                                                               | 5:20  |
| 2                             | Эдди Герреро и Рей Мистерио победили «Братьев Бэшэм» (Дэнни Бэшэм и Даг Бэшэм) | Командный матч за титул командных чемпионов WWE                              | 14:50 |
| 3                             | Букер Ти победил Хайденрайха по дисквалификации                                | Матч один на один                                                            | 6:49  |
| 4                             | Чаво Герреро победил Фунаки, Акио, Пола Лондона, Шеннона Мура и Спайка Дадли   | Матч за титул чемпиона WWE в первом тяжёлом весе                             | 9:43  |
| 5                             | Гробовщик победил Лютера Рейнса                                                | Матч один на один                                                            | 11:44 |
| 6                             | Джон Сина победил Курта Энгла                                                  | Матч один на один за претендентство на титул чемпиона WWE на WrestleMania 21 | 19:22 |
| 7                             | Джон «Брэдшоу» Лейфилд победил Биг Шоу                                         | Матч в стальной клетке с колючей проволокой за титул чемпиона WWE            | 15:11 |
| H — матч на Sunday Night Heat |                                                                                |                                                                              |       |